# Nicolas-Louis François de Neufchâteau

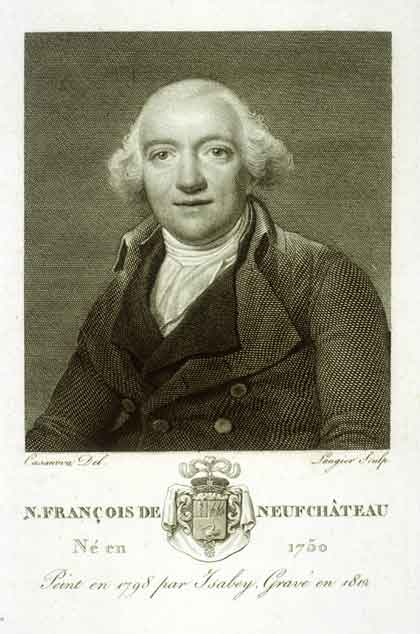
Nicolas-Louis François de Neufchâteau (Kupferstich von 1798 nach einem Porträt von Jean-Baptiste Isabey)

Nicolas-Louis François, comte de Neufchâteau (* 17. April 1750 in Saffais bei Nancy in Lothringen; † 10. Januar 1828 in Paris) war ein französischer Staatsmann und Dichter.
François de Neufchâteau war der Sohn eines Lehrers und veröffentlichte schon mit vierzehn Jahren eine Sammlung von Gedichten unter dem Titel Pièces fugitives (1766), die von Voltaire und Jean-Jacques Rousseau gelobt wurden. Später gab er noch Poésies diverses de deux amis (1768) heraus.
Er studierte Rechtswissenschaft in Paris. Von 1782 bis 1785 war er Generalprokurator auf Haiti.
Als Anhänger der französischen Revolution war er von 26. Dezember 1791 bis 8. Januar 1792 Präsident der französischen Nationalversammlung. Die in seinem Drama Paméla, ou la vertu récompensée ausgesprochenen gemäßigten Gesinnungen brachten ihn bis zum 9. Thermidor ins Gefängnis.
Nach seiner Befreiung wurde er am 3. Januar 1795 Richter am tribunal de cassation, dann Kommissar des Direktoriums im Département Vosges und im 15. Juli 1797 bis 13. September 1797 Innenminister. Nach dem Staatsstreich des 18. Fructidor V (4. September 1797) an Lazare Nicolas Marguerite Carnots Stelle ins Direktorium gewählt, musste er seiner streng verfassungsmäßigen Grundsätze wegen 1798 wieder ausscheiden. Am 17. Juni 1798 wurde er wieder Innenminister, verlor diesen Posten noch vor dem Staatsstreich des 18. Brumaire VIII am 22. Juni 1799. 1801 wurde er Sekretär und 1804 Präsident des Senats.
1803 wurde er Mitglied der Académie française.
Napoléon Bonaparte erteilte ihm die Senatorie in Dijon und, nachdem er ihn 1804 zum Comte adelte, 1806 die in Brüssel.

## Werke (Auswahl)
- Pièces fugitives (1766)
- Poésies diverses de deux amis, ou Pièces fugitives (1768)
- Ode sur les parlements (1771)
- Discours sur la manière de lire les vers (Par. 1775)
- Nouveaux contes moraux en vers (1781)
- Anthologie morale (1784)
- Les études du magistrat. Discours prononcé à la rentrée du Conseil supérieur du Cap, le jeudi 5 octobre 1786 (1786)
- Mémoire en forme de discours sur la disette du numéraire a Saint-Domingue, et sur les moyens d’y remédier (1788)
- Lettre de N. François (de Neufchateau), juge-de-paix à Vicherai, président du département des Vosges, aux citoyens cultivateurs de ce département, pour leur proposer d’essayer une manière plus facile & plus économique de recueillir les grains, avec des observations importantes sur les semailles (1793)
- Les Vosges (1796)
- Les lectures du citoyen (1798)
- Paméla, ou La vertu récompensée, Comédie en cinq actes en vers (1799)
- Le ministre de l’interieur, aux administration centrales de departement (1799)
- Lettre sur le robinier, connu sous le nom impropre de faux acacia. Avec plusieurs pièces relatives à la culture et aux usages de cet abre (1803)
- Tableau des vues que se propose la politique anglaise dans toutes les parties du monde, suivi d’un coup-d’oeil historique sur les résultats des pricipeaux traités entre La France et l’Angleterre aant le traité d’Amiens (1804)
- Histoire de l’occupation de la Bavière par les autrichiens, en 1778 et 1779 (1806)
- Fables et contes (1814)
- Les Tropes, ou les figures de mots, poème en quatre chants (1817)
- Essai sur la langue françoise, et particulièrement sur les provinciales et sur les pensées de Pascal (1818)
- Esprit du grand Corneille (1819)